# Eric Otogo-Castane
Eric Otogo-Castane (1976. április 13. –) gaboni nemzetközi labdarúgó-játékvezető.

## Pályafutása
A FEGAFOOT Játékvezető Bizottságának (JB) minősítésével a Division 1 játékvezetője. Küldési gyakorlat szerint rendszeres 4. bírói szolgálatot is végez.
A Gaboni labdarúgó-szövetség JB terjesztette fel nemzetközi játékvezetőnek, a Nemzetközi Labdarúgó-szövetség (FIFA) 2011-től tartja nyilván bírói keretében. A FIFA JB központi nyelvei közül a franciát beszéli. A CAF JB 2011-től az elit kategóriába sorolta. Több nemzetek közötti válogatott (Labdarúgó-világbajnokság, Afrikai nemzetek kupája), valamint CAF-konföderációs kupa és CAF-bajnokok ligája klubmérkőzést vezetett, vagy működő társának 4. bíróként segített. Válogatott mérkőzéseinek száma: 25 (2015. november 13.). Vezetett kupadöntők száma: 2.
A 2015-ös U20-as labdarúgó-világbajnokságon a FIFA JB bíróként foglalkoztatta.
| Időpont         | Helyszín                        | Mérkőzés típusa              | Mérkőzés                 | Eredmény | Nézők száma |
| --------------- | ------------------------------- | ---------------------------- | ------------------------ | -------- | ----------- |
| 2015. június 1. | Városi Stadion, Christchurch    | csoportmérkőzés (F. csoport) | Üzbegisztán–Honduras     | 3 – 4    | 6679        |
| 2015. június 5. | North Harbour Stadion, Auckland | csoportmérkőzés (A. csoport) | Ukrajna–Egyesült Államok | 3 – 0    | 7694        |

A 2014-es labdarúgó-világbajnokságon és a  2018-as labdarúgó-világbajnokságon a FIFA JB játékvezetőként alkalmazta. Selejtező mérkőzéseket a CAF zónában irányított. 
| Időpont             | Helyszín                              | Mérkőzés típusa                     | Mérkőzés                                 | Eredmény | Nézők száma |
| ------------------- | ------------------------------------- | ----------------------------------- | ---------------------------------------- | -------- | ----------- |
| 2011. november 11.  | Nuevo Estadio de Malabo, Malabo       | (2014 vb) előselejtező (1. kör)     | Egyenlítői-Guinea–Madagaszkár            | 2 – 0    | 10 000      |
| 2012. június 2.     | Nemzetközi Stadion, Nairobi           | (2014 vb) előselejtező (F. csoport) | Kenya–Malawi                             | 0 – 0    | 14 000      |
| 2013. március 23.   | Stade Félix Houphouët-Boigny, Abidjan | (2014 vb) előselejtező (C. csoport) | Elefántcsontpart–Gambia                  | 3 – 0    | 20 000      |
| 2013. június 8.     | Nemzeti Stadion, Freetown             | (2014 vb) előselejtező (B. csoport) | Sierra Leone–Tunézia                     | 2 – 2    | 20 000      |
| 2013. június 15.    | Levy Mwanawasa Stadion, Ndola         | (2014 vb) előselejtező (D. csoport) | Zambia–Szudán                            | 1 – 1    | 37 200      |
| 2013. szeptember 1. | Mustapha Tchaker Stadion, Blida       | (2014 vb) előselejtező (H. csoport) | Algéria–Mali                             | 1 – 0    | 23 500      |
| 2015. november 13.  | Olimpiai Stadion, Nouakchott          | (2018 vb)előselejtező (1. kör)      | Mauritánia–Tunéziai labdarúgó-válogatott | 1 – 2    |             |

A 2012-es afrikai nemzetek kupája, a 2013-as afrikai nemzetek kupája, a 2015-ös afrikai nemzetek kupája és a 2017-es afrikai nemzetek kupája labdarúgó tornán a CAF JB játékvezetőként foglalkoztatta.
| Időpont             | Helyszín                                   | Mérkőzés típusa                     | Mérkőzés                                                                    | Eredmény | Nézők száma |
| ------------------- | ------------------------------------------ | ----------------------------------- | --------------------------------------------------------------------------- | -------- | ----------- |
| 2011. október 9.    | Félix Houphouët-Boigny Stadion, Abidjan    | (2012-es) előselejtező (H. csoport) | Elefántcsontparti labdarúgó-válogatott–Burundi                              | 2 – 1    | 38 000      |
| 2012. január 30.    | Városi Stadion, Bata                       | csoportmérkőzés (B. csoport)        | Szudáni labdarúgó-válogatott–Burkina Faso                                   | 2 – 1    | 132         |
| 2012. február 29.   | Antoinette Tubman Stadion, Monrovia        | (2013-as) előselejtező (1. kör)     | Libéria–Namíbia                                                             | 1 – 0    |             |
| 2012. június 17.    | Nemzeti Stadion, Harare                    | (2013-as) előselejtező (1. kör)     | Zimbabwe–Burundi labdarúgó-válogatott                                       | 1 – 0    |             |
| 2012. szeptember 8. | Várzea Stadion, Praia                      | (2013-as) előselejtező (2. kör)     | Zöld-foki Köztársaság–Kamerun                                               | 10 000   |             |
| 2013. január 21.    | Mbombela Stadion, Mbombela                 | csoportmérkőzés (C. csoport)        | Zambiai labdarúgó-válogatott–Etiópia                                        | 1 – 1    | 10 000      |
| 2013. január 30.    | Royal Bafokeng Stadion, Rustenburg         | csoportmérkőzés (D. csoport)        | Algériai labdarúgó-válogatott–Elefántcsontparti labdarúgó-válogatott        | 2 – 2    | 5000        |
| 2013. február 9.    | Nelson Mandela Bay Stadion, Port Elizabeth | bronzmérkőzés                       | Mali labdarúgó-válogatott–Ghánai                                            | 3 – 1    | 19 240      |
| 2014. június 1.     | Városi Stadion, Lobatse                    | (2015-ös) előselejtező (2. kör)     | Botswana–Burundi labdarúgó-válogatott                                       | 1 – 0    |             |
| 2014. szeptember 6. | TP Mazembe Stadion, Lubumbashi             | (2015-ös) előselejtező (D. csoport) | Kongói Demokratikus Köztársaság–Kamerun                                     | 0 – 2    |             |
| 2014. október 10.   | Léopold Sédar Senghor Stadion, Dakar       | (2015-ös) előselejtező (G. csoport) | Szenegál–Tunéziai labdarúgó-válogatott                                      | 0 – 0    |             |
| 2014. november 15.  | Zimpeto Stadion, Maputo                    | (2015-ös) előselejtező (F. csoport) | Mozambik–Zambiai labdarúgó-válogatott                                       | 0 – 1    |             |
| 2015. január 18.    | Nuevo Estadio de Ebebiyín, Ebebiyín        | csoportmérkőzés (B. csoport)        | Tunézia labdarúgó-válogatott–A Zöld-foki Köztársaság labdarúgó-válogatottja | 1 – 1    | 6479        |
| 2015. január 28.    | Nuevo Estadio de Ebebiyín, Ebebiyín        | csoportmérkőzés (D. csoport)        | Kamerun labdarúgó-válogatott–Elefántcsontparti labdarúgó-válogatott         | 0 – 1    |             |
| 2015. február 5.    | Nuevo Estadio de Malabo, Malabo            | egyik elődöntő                      | Ghána labdarúgó-válogatott– Egyenlítői-guineai labdarúgó-válogatott         | 3 – 0    |             |
| 2015. szeptember 6. | Stade de l'Amitié, Cotonou                 | (2017-es) előselejtező (C. csoport) | Benin–Mali labdarúgó-válogatott                                             | 1 – 1    |             |

A CAF JB küldésére vezette a CAF-konföderációs kupa döntők első mérkőzését.
| Időpont            | Helyszín                        | Mérkőzés típusa     | Mérkőzés                       | Eredmény | Nézők száma |
| ------------------ | ------------------------------- | ------------------- | ------------------------------ | -------- | ----------- |
| 2013. november 23. | Olimpiai Stadion, Radès         | döntő első mérkőzés | CS Sfaxien–TP Mazembe          | 2 – 0    |             |
| 2014. november 29. | Stade Robert Champroux, Abidjan | döntő első mérkőzés | Séwé Sport–el-Ahlí (egyiptomi) | 2 – 1    | 5000        |